# Олне (Об)
Олне (фр. Aulnay) насеље је и општина у североисточној Француској у региону Шампања-Ардени, у департману Об која припада префектури Бар сир Об.
По подацима из 2011. године у општини је живело 133 становника, а густина насељености је износила 12,74 становника/km². Општина се простире на површини од 10,44 km². Налази се на средњој надморској висини од 113 метара.

## Демографија
| 1962. | 1968. | 1975. | 1982. | 1990. | 1999. | 2011. |
| ----- | ----- | ----- | ----- | ----- | ----- | ----- |
| 131   | 117   | 109   | 105   | 106   | 118   | 133   |

График промене броја становника у току последњих година